# Lista de monarcas de Tonga

Estandarte Real de Tonga

Esta é uma lista dos monarcas de Tonga que reinaram desde a fundação formal da monarquia no país em 1845. 

## Império Tui'Tonga
- Tuʻi Tonga, governantes de Tonga de c. 950 a c. 1470[carece de fontes?]
- Tuʻi Haʻatakalaua, governantes de Tonga de c. 1470 a c. 1800.[carece de fontes?]
- Tuʻi Kanokupolu, governantes de Tonga de c. 1800 até os dias atuais. Jorge Tupou I, o primeiro rei de Tonga, foi o 19º Tuʻi Kanokupolu.[carece de fontes?]

## Reino de Tonga

### Dinastia de Tupou
| Nome                                                                                     | Retrato                                          | Nascimento                                                                             | Casamento(s)                                            | Morte                           | Ref.        |
| ---------------------------------------------------------------------------------------- | ------------------------------------------------ | -------------------------------------------------------------------------------------- | ------------------------------------------------------- | ------------------------------- | ----------- |
| Jorge Tupou I 4 de dezembro de 1845 – 18 de fevereiro de 1893 (47 anos e 76 dias)        |                                                  | c.1797 filho de Tupoutoʻa e Hoamofaleono                                               | Sālote Lupepau'u c.1835 2 filhos                        | 18 de fevereiro de 1893 95 anos | [ 3 ]       |
| Jorge Tupou II 18 de fevereiro de 1893 – 5 de abril de 1918 (25 anos e 46 dias)          |                                                  | 18 de junho de 1874 filho de ʻElisiva Fusipala Taukiʻonetuku e Fatafehi Toutaitokotaha | Lavinia Veiongo 1 de junho de 1899 1 filha              | 5 de abril de 1918 43 anos      | [ 4 ]       |
| Jorge Tupou II 18 de fevereiro de 1893 – 5 de abril de 1918 (25 anos e 46 dias)          | ʻAnaseini Takipō 11 de novembro de 1909 2 filhas | 18 de junho de 1874 filho de ʻElisiva Fusipala Taukiʻonetuku e Fatafehi Toutaitokotaha |                                                         | 5 de abril de 1918 43 anos      | [ 4 ]       |
| Salote Tupou III 5 de abril de 1918 – 16 de dezembro de 1965 (47 anos e 255 dias)        |                                                  | 13 de março de 1893 filha de Jorge Tupou II e Lavinia Veiongo                          | Viliami Tungī Mailefihi 19 de setembro de 1916 3 filhos | 16 de dezembro de 1965 65 anos  | [ 5 ] [ 6 ] |
| Taufa'ahau Tupou IV 16 de dezembro de 1965 – 10 de setembro de 2006 (40 anos e 268 dias) |                                                  | 4 de julho de 1918 filho de Salote Tupou III e Viliami Tungī Mailefihi                 | Halaevalu Mata'aho 29 de junho de 1946 4 filhos         | 10 de setembro de 2006 88 anos  | [ 7 ]       |
| Jorge Tupou V 11 de setembro de 2006 – 12 de março de 2012 (5 anos e 183 dias)           |                                                  | 4 de maio de 1947 filhos de Taufa'ahau Tupou IV e Halaevalu Mata'aho                   | Não se casou                                            | 12 de março de 2012 63 anos     | [ 8 ]       |
| Tupou VI 18 de março de 2012 – presente (13 anos e 2 dias)                               |                                                  | 12 de julho de 1959 filhos de Taufa'ahau Tupou IV e Halaevalu Mata'aho                 | Nanasipauʻu Tukuʻaho 11 de dezembro de 1982 3 filhos    | Vivo                            | [ 7 ]       |